# 国民健康保険団体連合会
国民健康保険団体連合会（こくみんけんこうほけんだんたいれんごうかい）は、国民健康保険法第83条に基づき、会員である保険者（都道府県、市町村および国保組合）が共同して、国保事業の目的を達成するために必要な事業を行うことを目的にして設立された公法人である。通称、国保連合会、国保連。統括団体として公益社団法人国民健康保険中央会がある。
国保連は、国民健康保険の持つ地域医療保険としての特性を生かすために各都道府県に1団体、計47団体設立されている。

## 組織
各都道府県に国民健康保険団体連合会がある。その構成員は、国民健康保険の保険者である都道府県、市町村および国民健康保険組合である。その区域内の三分の二以上の保険者が加入したときは、その区域内の保険者のすべてが会員となる。
- 北海道国民健康保険団体連合会 　北海道札幌市中央区南2条西14丁目
- 青森県国民健康保険団体連合会 　青森県青森市新町二丁目4番1号 青森県共同ビル3F
- 岩手県国民健康保険団体連合会 　岩手県盛岡市大沢川原三丁目7番30号
- 宮城県国民健康保険団体連合会 　宮城県仙台市青葉区上杉一丁目2番3号
- 秋田県国民健康保険団体連合会 　秋田県秋田市山王四丁目2番3号　秋田県市町村会館4F
- 山形県国民健康保険団体連合会 　山形県寒河江市大字寒河江字久保6番地
- 福島県国民健康保険団体連合会 　福島県福島市中町3番7号
- 茨城県国民健康保険団体連合会 　茨城県水戸市笠原町978番26　茨城県市町村会館内
- 栃木県国民健康保険団体連合会 　栃木県宇都宮市本町3番9号　栃木県本町合同ビル6階
- 群馬県国民健康保険団体連合会 　群馬県前橋市元総社町335番地の8
- 埼玉県国民健康保険団体連合会 　埼玉県さいたま市中央区大字下落合1704番（国保会館）
- 千葉県国民健康保険団体連合会 　千葉県千葉市稲毛区天台6丁目4番3号
- 東京都国民健康保険団体連合会 　東京都千代田区飯田橋3-5-1 東京区政会館11階
- 神奈川県国民健康保険団体連合会 神奈川県横浜市西区楠町27番地1
- 新潟県国民健康保険団体連合会 　新潟県新潟市中央区新光町7番地1 新潟県自治会館別館内
- 富山県国民健康保険団体連合会 　富山県富山市下野字豆田995番地の3 富山県市町村会館内
- 石川県国民健康保険団体連合会 　石川県金沢市幸町12番1号石川県幸町庁舎4階
- 福井県国民健康保険団体連合会 　福井県福井市西開発4丁目202番1 福井県自治会館4階
- 山梨県国民健康保険団体連合会 　山梨県甲府市蓬沢一丁目15番35号山梨県自治会館4階
- 長野県国民健康保険団体連合会 　長野県長野市大字西長野字加茂北143番地8　長野県自治会館内　1・4・5階
- 岐阜県国民健康保険団体連合会 　岐阜県岐阜市下奈良2丁目2番1号 岐阜県福祉・農業会館内
- 静岡県国民健康保険団体連合会 　静岡県静岡市葵区春日2丁目4番34号
- 愛知県国民健康保険団体連合会 　愛知県名古屋市東区泉一丁目6番5号　国保会館
- 三重県国民健康保険団体連合会 　三重県津市桜橋2丁目96番地
- 滋賀県国民健康保険団体連合会 　滋賀県大津市中央4丁目5番9号
- 京都府国民健康保険団体連合会 　京都府京都市下京区烏丸通四条下る水銀屋町620番地COCON烏丸内
- 大阪府国民健康保険団体連合会 　大阪府大阪市中央区常盤町1丁目3番8号 中央大通ＦＮビル内
- 兵庫県国民健康保険団体連合会 　兵庫県神戸市中央区三宮町1丁目9番1-1801号
- 奈良県国民健康保険団体連合会 　奈良県橿原市大久保町302番1 奈良県市町村会館内
- 和歌山県国民健康保険団体連合会 和歌山県和歌山市吹上二丁目1番22-501号 日赤会館内
- 鳥取県国民健康保険団体連合会 　鳥取県鳥取市立川町6丁目176番地 鳥取県東部庁舎5階
- 島根県国民健康保険団体連合会 　島根県松江市学園一丁目7番14号
- 岡山県国民健康保険団体連合会 　岡山県岡山市北区桑田町17番5号
- 広島県国民健康保険団体連合会 　広島県広島市中区東白島町19番49号 国保会館
- 山口県国民健康保険団体連合会 　山口県山口市朝田1980番地7
- 徳島県国民健康保険団体連合会 　徳島県徳島市川内町平石若松78-1
- 香川県国民健康保険団体連合会 　香川県高松市福岡町2丁目3番2号
- 愛媛県国民健康保険団体連合会 　愛媛県松山市高岡町 101-1
- 高知県国民健康保険団体連合会 　高知県高知市丸ノ内2丁目6番5号
- 福岡県国民健康保険団体連合会 　福岡県福岡市博多区吉塚本町13番47号 福岡県国保会館
- 佐賀県国民健康保険団体連合会 　佐賀県佐賀市呉服元町7番28号 佐賀県国保会館
- 長崎県国民健康保険団体連合会 　長崎県長崎市今博多町8番地2　国保会館
- 熊本県国民健康保険団体連合会 　熊本県熊本市東区健軍2丁目4番10号 市町村自治会館内
- 大分県国民健康保険団体連合会 　大分県大分市大手町2丁目3番12号
- 宮崎県国民健康保険団体連合会 　宮崎県宮崎市下原町231番地1
- 鹿児島県国民健康保険団体連合会 鹿児島県鹿児島市鴨池新町7-4 鹿児島県市町村自治会館
- 沖縄県国民健康保険団体連合会 　沖縄県那覇市西3丁目14番18号 国保会館

## 根拠法
国民健康保険法　第83条
保険者は、共同してその目的を達成するため、国民健康保険団体連合会（以下「連合会」という）を設立することができる。
2．連合会は、法人とする。
3．連合会は、その名称中に「国民健康保険団体連合会」という文字を用いなければならない。
4．連合会でない者は、「国民健康保険団体連合会」という名称またはこれに類する名称を用いてはならない。

## 業務
1. 審査支払業務・・・画面を利用した審査・事務共助システムを活用することなどにより、国民健康保険（一般被保険者・退職被保険者等）、後期高齢者医療、公費負担医療及び医療福祉費に係る診療報酬等の公正・適正な審査支払業務を行う。
2. 事業振興・・・国保財政の健全な運営を確保するため、新・国保3%推進運動の推進及び国保制度改善実行運動の促進を図る。
3. 保健事業・・・国保被保険者の健康づくりの推進及び必要な知識の啓発と育成を図る。
4. 広報宣伝・・・国保情勢の動向に対応し、適切な事業運営と被保険者の育成等に資するため、関係者に対し広報事業を実施する。
5. 保険者レセプト点検事務支援・・・保険者の医療費適正化支援策として、保険者レセプト点検事務支援を実施する。
6. 損害賠償求償事務・・・保険者の医療費適正化事務支援策として、第三者行為（交通事故）損害賠償求償事務を実施する。
7. 育成指導・・・保険者事務担当者の資質向上と国保運営上の諸問題の研究等について、県の協力のもとに実施する。
8. 協議会・・・本会及び支部等関係機関の事業の円滑な運営を図るため、緊密な連絡、協議等を行う。
9. 保険財政安定化事業及び高額医療費共同事業・・・県内の市町村国保間の保険料の平準化、財政の安定化を図るため、保険財政共同安定化事業及び高額医療費共同事業を実施する。
10. 保険者貸付事業・・・国保財政の円滑な運営を図るため、資金の貸付を行う。
11. 保険者事務共同電算処理業務・・・保険者等における国保、老人保健及び医療福祉費の事務の省力化、合理化を図るため、共通する事務の電算業務を行う。
12. 妊婦・乳児健康診査委託料審査支払事業・・・母子保健法に基づく妊婦・乳児健康診査委託料の審査支払業務を行う。
13. 介護保険事業・・・介護保険法に基づく介護給付費の審査支払業務及び保険者支援業務並びに苦情処理業務を行う。
14. 障害者自立支援給付費等支払事業・・・障害者自立支援法に基づく支援給付費等の支払業務を行う。
15. 年金特別徴収経由機関業務・・・市町村と年金保険者間で行われる保険料の年金からの天引きに関する情報を受付・配信等を行う。

## 関連人物
- 立岡脩二 - 元瀬戸内市長、元岡山県国民健康保険団体連合会理事長